# Лясковська Олександра Анатоліївна
Олекса́ндра Анато́ліївна Лясковська (нар. 19 березня 1973) — українська футболістка і футзалістка, тренер.

## Клубна кар'єра
З 2007 року по 16 вересня 2011 року виступала за російський футзальний клуб «Вікторія» (Дзержинськ).

## Кар'єра в збірній
За збірну України зіграла 3 матчі (2 голи) на міжнародному турнірі в Іспанії.

## Титули і досягнення

### У футзалі

#### Командні
«Ніка-ПНПУ»
- Вища ліга
  -  Чемпіонка (10)[5]: 1995, 1997, 1997/98, 1998/99, 1999/00, 2000/01, 2001/02, 2002/03, 2004/05, 2006/07
- Срібна призерка міжнародного турніру (Москва): 2001 р[6]

«Біличанка»
- Вища ліга
  -  Чемпіонка (1): 1996

«Вікторія»
- Вища ліга
  -  Срібна призерка (1): 2007/08
  -  Бронзова призерка (1): 2008/09[7]
- Кубок Росії
  -  Володарка (1): 2007/08[8]
- Кубок Європи
  -  Володарка (1): 2008[9]
- Кубок Гепарда
  -  Володарка (1): 2010[10]

#### Особисті
- Найцінніша гравчиня Кубку Європи (1): 2008

### У футболі
«Донеччанка»
- Кубок України
  -  Фіналістка (1): 2001[11]